# 317º battaglione d'assalto
317º battaglione d'assalto (317eme section) è un film del 1965 diretto da Pierre Schoendoerffer.
La pellicola narra le vicende di una piccola pattuglia (la 317ª Sezione del titolo originale) di soldati francesi negli ultimi giorni di guerra nel 1954, quando finisce il colonialismo francese in Vietnam con la vittoria dei comunisti vietnamiti nella battaglia di Dien Bien Phu.

## Trama
Nell'aprile del 1954 nel Laos del Nord, Điện Biên Phủ sta per cadere. I superstiti del 317º battaglione sono quattro francesi e quarantuno laotiani che ricevono l'ordine di ripiegare a Tao Tsai a 150 km di distanza.
Dopo otto giorni di combattimenti, rimangono in vita solo tre laotiani e l'Aiutante Willsdorf.

## Produzione
È stato girato in Cambogia e Laos.

## Riconoscimenti
Il film ha ricevuto il premio per la miglior sceneggiatura al festival di Cannes 1965.